# 赤松則村
赤松則村（1277年—1350年2月18日），南北朝時代武將，播磨守護。赤松家世居播磨。赤松家第三代當主赤松茂則之子。初名次郎，又名円心。

## 生平

### 舉兵
赤松則村夙祟禪教，薙髮，法號圓心。他的性格恢豁有大志，不欲屈事人下。元弘之變時，他的第三子赤松則祐傳兵部卿護良親王令旨到來，赤松則村深以此為榮。遂於城本國佐用莊苔繩山舉義，奔附者千餘人。其後出兵守衛杉坂山裏，以斷絕山陽、山陰二道。
元弘三年（1333年）春天，中國地區士兵赴援六波羅，赤松則村使其長子赤松貞範力拒敵軍於舟坂山，擒獲伊東惟羣等二十餘人，悉數免死，厚待降卒，伊東惟羣感恩，回軍據守三石山，以為赤松則村留守。因此兵勢越來越大，進兵鄰近郡縣，以摩邪山城防守。
北條時益遣兵五千來攻，赤松則村誘敵至嶮處，派遣赤松則祐等於高地連射。敵軍因而擾動，赤松軍縱兵突圍而戰，大敗敵軍。六波羅探題北條仲時、北條時益再次發兵一萬攻打，赤松則村意欲出城逆擊，途中估計敵軍行程應在明日才到達。當時大雨急至，遂走入民屋避雨。豈料敵兵奄至，赤松則村突出血戰，左右只得五十餘人，寡不敵眾，其兵漸漸被殲滅，只餘下六騎。赤松則村便混於敵兵之中，佯裝為賤者試扶敵將上馬，其後才可逃脫回軍中。翌日，則村率兵進攻敵軍於瀨川，大破敵軍，殺獲數百人。乘勝夜間出兵向京師，縱火燒民屋，照明路途以行軍。另外派遣左衛門佐藤原忠俊，率兵攻向七條。其後，赤松則村進兵至桂河，敵兵二萬臨河結陣。赤松則祐單騎率先渡河，赤松則村才指揮兵眾一同渡河。敵兵因此士氣低落，不戰而走。
赤松則村長驅直入京師。佐藤原忠俊先行進兵，縱火燒燬民舍。光嚴天皇避難於六波羅。當時已近黃昏，赤松則村以兵寡且疲，按軍不前。突然敵軍縱騎兵從後掩至攻擊，赤松軍大敗。整軍復戰，又再被打敗，遂退走山碕，再次糾集散卒。並用詐以稱左近衛中將源定平守護院宮，結營於男山及山碕，以扼水陸兩路。北條仲時、北條時益遣兵來攻，赤松則村聽聞後，率兵先發，距離京師三里許，沿道置伏兵三伏。敵軍至而伏兵突撃，擁楯而射，敵軍大敗。第二伏發，縱橫衝突。第三伏兵將縈斷其後，敵軍大駭因此大潰。

### 六波羅攻略
赤松則村再與源定平、僧良忠等攻打六波羅，但卻失利。當時後醍醐天皇移駕船上，下詔左近衛中將源忠顯，率兵幫助赤松則村。幕府執權北條高時亦派遣足利尊氏、名越高家赴援六波羅。既後因足利尊氏轉而歸順朝廷，赤松則村與北條高家大戰久我畷，部下佐用範家射殺北條高家，敵軍因而崩潰。赤松則村進陣東寺，源忠顯攻向竹田，足利尊氏屯兵神祇官，三面進逼。敵軍只好深隍連柵，營壘相接，守備甚嚴。赤松則村部下妻鹿常宗有強勁膂力，他越過城壕與撲倒女牆，平整了敵軍城壕。赤松則村因而揮兵奮擊，破其外營。更立即進兵與源忠顯、足利尊氏一同圍攻六波羅。北條仲時、北條時益奉光嚴天皇向東出走，於道中二人皆被擒殺，赤松則村之軍功為最高。他帶領他的兒子至兵庫迎接天皇車駕，後醍醐天皇駐蹕親勞他。賞賜錦直垂，跟從車駕進入京師。當時護良親王在志貴山，則村前往追從。護良親王被任命為征夷大將軍，率領諸軍進入京師，則村率領士兵千人為前驅。

### 參加足利尊氏舉兵
當時朝廷定功臣爵封，只重用京都的公卿貴族，引起武士階層的普遍不滿。首先，朝廷下諭賞赤松則村軍功，賜播磨守護之職。未幾，又無故褫奪他的職位，只剩配食邑佐用莊，則村因而大懷觖望，心常不樂。及至足利尊氏東征，其子赤松貞範跟隨尊氏。尊氏謀反跡象稍露時，則村已暗中襄助，當時丹波有亂事兵起，攻打丹波守護碓井盛景。碓井盛景向則村求援，則村不回應，更遵從足利尊氏之命令，招集附近郡兵。
延元元年（1336年），足利尊氏進逼京師，赤松則村、赤松範資與細川定禪率兵會合。足利尊氏授則村播磨守護之職。則村、範資與定禪大敗官軍於山碕，直追至京師。及後足利尊氏敗走兵庫，赤松則村密說曰：「士卒疲弊，不可濟功。宜暫逃筑紫，休息養銳，徐議再舉也。細川族經略四國，臣在播磨，控壓中國。鎮西則少貳貞經在彼，大友貞宗見從軍中。戮力合勢，東向制敵。數月之間，可飲馬於洛水也。臣以天時察之，大將軍在西，據其方者有利。且戰以旌旗為眼目。今官軍每建錦旗，而我不得設之，何以免惡名。自鎌倉滅，持明院上皇內懷怏鬱。若請其院宣，揚錦旗以麾，天下之兵莫不景從。此當今之良策也。」尊氏皆跟從他的見議行事。則村駐守於白旗峰，城防尚未妥善，便要與江田行義、大館氏明大戰於室山，兵勢不利。新田義貞率兵至斑鳩驛，則村遣使假意願重新效力朝廷。義貞相信了他的詐降，上奏京師，用了十餘日。則村此時已繕完城壁，乃報義貞曰：「本國守護，將軍已許之，不復煩翻覆之綸旨。」義貞大怒，圍攻踰月，則村暗中派遣則祐及得平秀光於筑紫，向尊氏獻計說：「義貞兵分攻備前、備中、播磨、美作諸城，久不能下，師老糧竭。聞將軍至，必望風潰走。今白旗受圍數十日，城中食乏，破在旦夕。若白旗已破，則餘城不得保。中國咽喉，悉為敵有。將軍率百萬兵，亦何補於事。」尊氏乃率兵援救。義貞聽聞援軍將至，遂解圍而去。兒島範長義貞軍，被則村擊敗於那和，範長只好自殺。則村往室津會見尊氏，其後又跟從足利直義，與楠正成戰於湊川，大破敵軍是為湊川之戰。
正平五年（1350年），赤松則村逝世，時年七十四歲。稱法雲寺。有子四人範資、貞範、則祐、氏範。